# Arda Güler
Arda Güler (Altındağ, 2005. február 25. –) török válogatott labdarúgó; középpályás. A La Ligában szereplő Real Madrid játékosa.

## Pályafutása

### Klubcsapatban

#### Fenerbahçe
2019-ben igazolt át a csapat akadémiájára, majd tagja lett az U16-os korosztálynak, 2021 januárjában került fel az U19-es csapatba.

#### A felnőtt csapatban
2021. augusztus 15-én nevezték első alkalommal a csapatba a 2021/22-es bajnokság első fordulójában az Adana Demirspor ellen. Négy nap múlva debütált 16 évesen és 175 naposan a HJK Helsinki elleni 1–0-ra nyert Europa Liga selejtezőn, a mérkőzés második félidejének 66. percében Filip Novak-ot váltva, ezzel minden idők második legfiatalabb játékosként lépett pályára az együttesben.
Három nappal később gólpasszal mutatkozott be a bajnokságban az Antalyaspor elleni 2–0-s győztes mérkőzés 87. percében, két minutummal később adta az asszisztot Miha Zajc-nak.
2022. február 17-én játszotta első hivatalos nemzetközi mérkőzését a UEFA Európa Konferencia Liga kieséses szakaszának első fordulójában a Slavia Praha ellen, a mérkőzés utolsó 15 percében érkezett a pályára és a 83. percben gólpasszal vette ki részét.
Március 13-án szerezte első gólját, majd assziszttal is kivette részét az Alanyaspor elleni 5–2-re nyert idegenbeli bajnoki 29. fordulójában. Két-két fordulóval később ugyancsak eredményes volt a Kayserispor és a Göztepe SK elleni győztes találkozókon.
2022. november 3-án szerezte első gólját nemzetközi porondon az Európa Liga csoportkörének zárómérkőzésén a Dynamo Kyiv otthonában, nagy szerepet játszott a 2–0-s győzelemben, a 23. percben megszerezte a vezetést, majd az első félidő hosszabbításában szögletből adott asszisztot Willian Arãonak.
2023. január 19-én lépett pályára első alkalommal török kupa mérkőzésen a Çaykur Rizespor ellen, a 2–1 során a 12. percben asszisztot készített elő, amit Miha Zajc értékesített.

#### Real Madrid
2023. július 6-án hatéves szerződést kötött a madridi sztárklubbal, a kivásárlási ára: 20 millió euró volt.
A 2023–2024-es nyári előszezonban, Carlo Ancelotti az amerikai turnén az AC Milan és a Manchester United elleni felkészülési mérkőzéseken nem adott neki játékidőt, a július 29-ei edzésen meniscus sérülést szenvedett, majd műtéten esett át. Több mint három hónap elteltével, november 5-én első alkalommal lett nevezve tétmérkőzésre, a Rayo Vallecano elleni madridi derbire. 2024. január 6-án játszotta első hivatalos mérkőzését, az Arandina CF ellen 3–1-es győztes kupameccsen. 
Négy nappal később a spanyol szuperkupában is pályára lépett, a rivális Atlético Madrid elleni 5–3-as győztes elődöntő-mérkőzésen. Az extra hosszabbítás 112. percében érkezett a pályára Federico Valverde helyére.

### A válogatottban
2022. november 10-én Stefan Kuntz nevezte Skócia és Csehország elleni barátságos mérkőzésre.
November 19-én a csehek elleni 2–1-s találkozón mutatkozott be, csereként a 68. percben Dogukan Sinik-et váltva.

## Statisztika

### Klubcsapatokban
2025. április 23-i állapot szerint.
| Klub             | Szezon           | Bajnokság        | Bajnokság | Bajnokság | Kupa  | Kupa  | Nemzetközi | Nemzetközi | Egyéb | Egyéb | Összes | Összes |
| Klub             | Szezon           | Liga             | Mérk.     | Gólok     | Mérk. | Gólok | Mérk.      | Gólok      | Mérk. | Gólok | Mérk.  | Gólok  |
| ---------------- | ---------------- | ---------------- | --------- | --------- | ----- | ----- | ---------- | ---------- | ----- | ----- | ------ | ------ |
| Fenerbahçe       | 2021–2022        | Süper Lig        | 12        | 3         | 0     | 0     | 4          | 0          | —     | —     | 16     | 3      |
| Fenerbahçe       | 2022–2023        | Süper Lig        | 20        | 4         | 5     | 1     | 10         | 1          | —     | —     | 35     | 6      |
| Fenerbahçe       | Összesen         | Összesen         | 32        | 7         | 5     | 1     | 14         | 1          | —     | —     | 51     | 9      |
| Real Madrid      | 2023–2024        | La Liga          | 10        | 6         | 1     | 0     | 0          | 0          | 1     | 0     | 12     | 6      |
| Real Madrid      | 2024–2025        | La Liga          | 23        | 2         | 5     | 2     | 7          | 0          | 2     | 0     | 37     | 4      |
| Real Madrid      | Összesen         | Összesen         | 33        | 8         | 6     | 2     | 7          | 0          | 3     | 0     | 49     | 10     |
| Karrier összesen | Karrier összesen | Karrier összesen | 65        | 15        | 11    | 3     | 21         | 1          | 3     | 0     | 100    | 19     |

1. ↑  Európa Liga Selejtező: 2 mérkőzés. 
 UEFA Európa Konferencia Liga: 2 mérkőzés.
2. ↑  A(z) Bajnokok Ligája selejtezőben; egyszer, a(z) Európa Liga: selejtezőben; háromszor, és a főtáblán; ötször lépett pályára
3. ↑  Gólja(i) az Európa Ligában.
4. ↑  Mérkőzése(i) a(z) Supercopa de España-ban.
5. ↑  Egy mérkőzés az UEFA-szuperkupában és egy mérkőzés az Interkontinentális kupában

### A válogatottban
2025. március 23-i állapot szerint.
| Törökország | Törökország | Törökország |
| Év          | Mérk.       | Gólok       |
| ----------- | ----------- | ----------- |
| 2022        | 1           | 0           |
| 2023        | 3           | 1           |
| 2024        | 14          | 2           |
| 2025        | 1           | 1           |
| Összesen    | 19          | 4           |

## Sikerei, díjai
- Fenerbahçe
  - Török kupa: 2022–23

- Real Madrid
  - Spanyol bajnok: 2023-24
  - Bajnokok Ligája: 2023-24
  - Spanyol Szuperkupa: 2024